# L'aventure est à l'ouest
Pour plus de détails, voir Fiche technique et Distribution.
L'aventure est à l'ouest (The Great Sioux Uprising) est un film américain réalisé par Lloyd Bacon et sorti en 1953.

## Synopsis
Pendant la Guerre de Sécession, dans le Wyoming, les vendeurs de chevaux Joan Britton (Faith Domergue) et Stephen Cook (Lyle Bettger) sont en concurrence pour fournir l'armée de l'Union en chevaux. En manque de montures, Stephen décide de voler un troupeau de chevaux sioux. L'ancien médecin de l'armée Jonathan Westgate (Jeff Chandler) s'oppose aux méthodes peu scrupuleuses de Cook et est également son rival dans la conquête du cœur de Joan. Il semble que Westgate soit le seul capable d'empêcher une nouvelle guerre indienne.

## Fiche technique
- Titre original : The Great Sioux Uprising
- Titre français : L'aventure est à l'ouest
- Réalisation : Lloyd Bacon
- Scénario : J. Robert Bren, Gladys Atwater, Melvin Levy
- Direction artistique : Alexander Golitzen, Alfred Sweeney
- Décors : Russell A. Gausman, Joseph Kish
- Costumes : Bill Thomas
- Photographie : Maury Gertsman
- Son : Glenn E. Anderson, Leslie I. Carey
- Montage : Edward Curtiss
- Musique : Henry Mancini, Milton Rosen, Herman Stein
- Production : Albert J. Cohen
- Société de production : Universal International Pictures
- Société de distribution : Universal Pictures
- Pays de production :  États-Unis
- Langue originale : anglais
- Format : couleur (Technicolor) — 35 mm — 1,37:1 — Son : Mono
- Genre : Western
- Durée : 80 minutes
- Dates de sortie :
  - États-Unis : 23 juin 1953
  - France : 26 décembre 1962

## Distribution

### Acteurs principaux
- Jeff Chandler (VF : René Arrieu) : Jonathan Westgate
- Faith Domergue (VF : Sylvie Deniau) : Joan Britton
- Lyle Bettger (VF : Jean-Claude Michel) : Stephen Cook
- Peter Whitney (VF : Pierre Morin) : Ahab Jones
- Stacy Harris (VF : Raymond Loyer) : Uriah
- Walter Sande : Joe Baird
- Stephen Chase (VF : Robert Le Béal) : Major McKay
- John War Eagle : Chef Red Cloud
- Glenn Strange (VF : Jean-Henri Chambois) : Général Stand Watie
- Charles Arnt (VF : Léonce Corne) : Gist
- Julia Montoya : Heyoka
- Ray Bennett (VF : Jacques Thébault) : Sergent. Manners
- Dewey Drapeau : Teo-Ka-Ha
- Boyd 'Red' Morgan : Ray
- Lane Bradford : Lee
- Jack Ingram : Sam
- Clem Fuller : Jake

### Acteurs secondaires
- Carl Andre : cow-boy (non crédité)
- Stanley Blystone : citadin à Buckboard (non crédité)
- Edmund Cobb : cow-boy (non crédité)
- Ethan Laidlaw : barman (non crédité)
- Kermit Maynard : cow-boy (non crédité)
- Merrill McCormick : cow-boy (non crédité)
- Philo McCullough (non crédité)
- Monte Montague : Tom (non crédité)
- Edwin Rand (non crédité)
- Buddy Roosevelt (non crédité)